# Tomasz Sosna
Tomasz Sosna (* 23. dubna 1970) je bývalý polský fotbalový obránce.

## Hráčská kariéra
Nejvyšší soutěž hrál v Polsku za Odru Wodzisław a Polonii Bytom. V České republice nastupoval za FC Karviná, kde působil i ve druhé lize.
V Polsku hrál v nižších soutěžích i za Włókniarz Kietrz, Przyszłość Rogów či Polonii Łaziska Rybnickie.

## Trenérská kariéra
Po skončení hráčské kariéry se stal trenérem v Rohově.

## Ligová bilance
| Ročník              | Zápasy | Góly | Minuty | Klub                  |
| ------------------- | ------ | ---- | ------ | --------------------- |
| Ekstraklasa 1996/97 | 10     | 0    | 524    | Odra Wodzisław Śląski |
| I. liga 1996/97     | 12     | 3    | 1 023  | FC Karviná            |
| II. liga 1997/98    | 18     | 2    | –      | FC Karviná            |
| Ekstraklasa 2007/08 | 5      | 0    | 450    | Polonia Bytom         |
| CELKEM 1. LIGA      | 27     | 3    | 1 997  |                       |